# Новоблагодарное
Новоблагода́рное — село в Предгорном районе (муниципальном округе) Ставропольского края России.

## Варианты названия
- Ново-Благодарненское,
- Ново-Благодарное[3]

## География
Климатические условия предопределили формирование предгорных лесостепей. Сохранились значительные площади лесов (Бештаугорский массив). Здесь произрастают дубово-грабовые леса. В почвенном покрове распространены черноземы типичные и выщелоченные глинистого и тяжелосуглинистого состава. Под лесами сформировались серые лесные почвы. Одним их главных богатств поселения являются подземные минеральные источники. Три скважины в эксплуатации, остальные законсервированы.
Климат в муниципальном образовании умеренно континентальный, с мягкой зимой. Средняя месячная температура воздуха составляет +24°С летом и — 5°С зимой.
Обычно перед наступлением зимы наблюдается длительный период предзимья продолжительностью 25-40 дней. Первые заморозки отмечаются в середине октября. Зима обычно начинается во второй декаде декабря и продолжается 6-9 декад. Зима неустойчивая, резко увеличена пасмурность, нередки оттепели. Наиболее низкие температуры (до — З0°С) наблюдаются в январе. Весна начинается в феврале — марте, в первой половине мая начинается жаркое сухое лето. Максимальная температура воздуха наблюдается в июле (до +30..+38°С). В сентябре начинается понижение температуры, но первые заморозки отмечаются, как правило, в первой половине октября. Средняя продолжительность безморозного периода составляет 180—190 дней. Осадки в среднем составляют до 800 мм в год. Отличительной особенностью ветрового режима в течение года является преобладание западных ветров. Число дней с сильным ветром (скорость ветра более 15 м/сек) составляет 20-25 дней в году.
На территории поселения протекает речка Горькая (в народе называют Горкушей) и расположены девять озёр, в которых распространены такие виды рыб как щука, окунь, карась, сазан, карп, птица: утка (нырок, огарь) озерная чайка, цапля фазан, куропатка, перепел и другие. В лесной зоне поселения водятся лисица, заяц.
Расстояние до краевого центра: 123 км.
Расстояние до районного центра: 13 км.

## История
В 1870-1880 гг. переселенцы с юга Украины основали село. Первоначально сюда на земли царя Николая Николаевича переселилось несколько семей, образовав два небольших хутора: Ново-Першино (до моста по улице Лермонтова) и Ново-Благодарный (за мостом). Первыми переселенцами были семьи Кулагиных, Неборак, Михно, Сердюковых, Золотарёвых и др. В начале века жизнь наших односельчан была очень тяжёлой, многие семьи едва сводили концы с концами. События первой российской революции 1905—1907 годов хуторян почти не затронули — ещё слабыми были связи жителей с городами Кавминвод. События февральской революции (1917 г.) и особенно установление Советской власти в марте 1918 г. породили у хоторян надежды на расширение земельных наделов и общее улучшение жизни. Они охотно поддерживали Советскую власть, а затем с оружием в руках встали на её защиту и восстановление в борьбе с белогвардейцами армии генерала Деникина. С установлением новой власти в 1918 году был образован Новоблагодарненский сельский Совет. Новоблагодарненский сельсовет является сельским поселением.
С первых дней Великой Отечественной войны по призыву и добровольно на фронт ушли сотни наших односельчан. Суровым испытанием для наших односельчан стала вражеская оккупация. 8 августа 1942 года фашисты вошли в Новоблагодарное.
До 16 марта 2020 года являлось административным центром муниципального образования «Сельское поселение Новоблагодарненский сельсовет».

## Население
| 1914  | 1925 | 1926 | 1989  | 2002  | 2010  | 2014  |
| ----- | ---- | ---- | ----- | ----- | ----- | ----- |
| 554   | ↗720 | ↗929 | ↗2502 | ↗3090 | ↗3263 | ↗3400 |
| 2021  |      |      |       |       |       |       |
| ↘3346 |      |      |       |       |       |       |

Трудоспособное население села занято, в основном, в сельском хозяйстве, лёгкой промышленности, строительстве.
Национальный состав
По данным переписи 2002 года, основное население составляют русские (93 %).

## Инфраструктура
- Дом культуры
- Районная библиотека — филиал № 16
- Новоблагодарненская врачебная амбулатория
- Футбольное поле

До 2006 года основным работодателем в селе был колхоз «Дружба», в котором работало более 800 человек (1990—1997 гг.). После самоликвидации колхоза основная часть трудоспособного населения осталась невостребованной. В связи с близостью городов-курортов КМВ и их рабочими местами, жители вынуждены устраиваться на работу в город, вследствие чего произошёл отток трудовых ресурсов. Поселение из экспортера продукции превратилось в экспортера трудовых ресурсов. Часть населения, которая по возрастным или другим причинам не смогли трудоустроиться, живёт за счёт ведения личных подсобных хозяйств.
Уличная сеть
| - Абрикосовая - Асафьева - Балахонова - Береговая - Западная - Зелёная - Коммунаров - Кочубея - Лермонтова - Ленина - Малеева - Мирный переулок - Молодёжная - Объездная - Озёрная - Октябрьская - Октябрьский переулок | - Ореховая - Первомайская - Победы - Полевая - Пролетарская - Ручейная - Садовая - Садовый переулок - Славянская - Степная - Светлая - Спортивная - Суворовская - Тихая - Тихий проезд - Школьная - Школьный проезд |

## Образование
- Детский сад № 9[12] (на 80 мест)
- Средняя общеобразовательная школа № 5 (на 400 мест)[13]

## СМИ
Радио
Вещание радиостанций осуществляется от следующих передатчиков:
- Вышка РТРС (г. Пятигорск, гора Машук)
- Вышка МТС (г. Ессентуки, ул. Пятигорская, 143)
- Вышка РТРС (п. Мирный, Предгорного р-на, Боргустанский хребет)

Аналоговое эфирное телевидение
- Вышка РТРС (г. Пятигорск, гора Машук)
- Вышка РТРС (п. Мирный, Предгорного р-на, Боргустанский хребет)

Цифровое эфирное телевидение
Вещание пакетов цифрового телевидения осуществляется от следующих передатчиков:
- Вышка РТРС (г. Пятигорск, гора Машук)
- Вышка РТРС (г. Железноводск, район городского озера)
- Вышка РТРС (п. Мирный, Предгорного р-на, Боргустанский хребет)
- Вышка РТРС (с. Учкекен, Малокарачаевского р-на КЧР)

| пакет  | ТВК | частота | регион |
| ------ | --- | ------- | ------ |
| РТРС-1 | 23  | 490 МГц | СК     |
| РТРС-2 | 36  | 594 МГц | СК     |
| РТРС-1 | 58  | 770 МГц | КЧР    |
| РТРС-2 | 59  | 778 МГц | КЧР    |

Цифровое спутниковое телевидение
- Триколор ТВ
- Континент ТВ
- Орион Экспресс
- НТВ-Плюс

Мобильное телевидение
Осуществляется операторами сотовой связи
- МегаФон[14]
- МТС[15]
- Билайн

## Связь
Фиксированная связь, ADSL и  GPON
Ставропольский филиал Ростелекома
Сотовая связь 2G/3G/4G
МегаФон, Билайн, МТС, Yota.

## Дороги
Рядом с селом проходят:
- Федеральная автодорога А157 Минеральные Воды (аэропорт) — Кисловодск (в 6-ти километрах от центра с. Новоблагодарного)
- Федеральная автодорога А165 Лермонтов — Черкесск (в 3-х километрах от центра с. Новоблагодарного)

## Транспорт
Автобусные маршруты
- 102 А — Ессентукская (ост. «Районная больница») — ост. «Райисполком» — Ессентуки (ост. кинотеатр «Искра») — ост. станция «Золотушка» — Пятигорск (ост. «Скачки») — Винсады — Лермонтов (ост. «СтоВАЗ») — Новоблагодарное (ост. «ул. Суворовская») — ост. «ул. Лермонтова» — ост. «пер. Садовый» — ост. «Центр» — ост. магазин «Лиана» — ост. «Детский сад» — ост. «пер. Мирный» — Калаборка (ост. «ул. Заречная») — ост. «ул. Шоссейная» — ост. «Конечная»
- 103 В — Лермонтов (ост. «ул. Волкова») — ост. «Больница» — ост. «ул. Комсомольская» — ост. «Колледж» — ост. «Гидрометаллургический завод» — ост. «СтоВАЗ» — Новоблагодарное (ост. «ул. Суворовская») — ост. «ул. Лермонтова» — ост. «пер. Садовый» — ост. «Центр» — ост. магазин «Лиана» — ост. «Детский сад» — ост. «пер. Мирный» — Калаборка (ост. «ул. Заречная») — ост. «ул. Шоссейная» — ост. «Конечная»
- 104 Д — Пятигорск (Верхний рынок) — ост. гостиница «Бештау» — ост. «ул. Бульварная» — ост. «ул. Широкая» — ост. «пер. Курганный» — ост. «ул. Комарова» — ост. «ул. Мира» — ост. «ул. Ермолова» — ост. «Скачки» — Винсады — Лермонтов (ост. «СтоВАЗ») — Новоблагодарное — Сунжа-Ворошиловка — Свобода — Суворовская
- 108 Б — Ессентуки (автовокзал) — ост. «ул. Октябрьская» — ост. кинотеатр «Искра» — ост. станция «Золотушка» — ост. «Скачки» — Винсады — Лермонтов (ост. «СтоВАЗ») — Новоблагодарное (ост. «ул. Суворовская») — ост. «ул. Лермонтова» — ост. «пер. Садовый» — ост. «Центр» — ост. магазин «Лиана» — ост. «Детский сад» — ост. «пер. Мирный» — Калаборка (ост. «ул. Заречная») — ост. «ул. Шоссейная» — ост. «Конечная»
- 116 А — Пятигорск (Верхний рынок) — ост. гост. «Бештау» — ул. Бульварная — ул. Широкая — Винсады — Лермонтов (ост. «СтоВАЗ») — Новоблагодарное (ост. «ул. Суворовская») — ост. «ул. Лермонтова» — ост. «пер. Садовый» — ост. «Центр» — ост. магазин «Лиана» — ост. «Детский сад» — ост. «пер. Мирный»

Авиатранспорт
Международный аэропорт Минеральные Воды расположен на расстоянии 23 км от села.
Железнодорожный транспорт
Ближайшая железнодорожная станция Ессентуки расположена в 16 км от села.
До железнодорожного узла — станции Минеральные Воды 28 км.

## День села
День села отмечается в третью субботу (третье воскресенье) сентября. Последний раз отмечался в 2005 году, когда селу исполнилось 125 лет с момента основания.

## Русская православная церковь
Церковь Покрова Пресвятой Богородицы. Относится к Лермонтовскому благочинию Пятигорской и Черкесской епархии.
Храм Покрова Пресвятой Богородицы в селе Новоблагодарном был открыт в феврале 1913 года.
Но храм в то время представлял собой небольшое здание из сырого саманного кирпича, не вмещающее даже трети своих прихожан. Жители хутора Ново-Благодарного просили о строительстве нового более просторного храма. Вскоре в России произошла революция и храм был закрыт. Здание было отдано под школу, а затем разрушено. На месте разрушенного храма было построено кафе.
В 1990-е годы место, когда-то освященное на строительство храма, было возвращено церкви. Зарегистрирована 19 июня 1992 года. Жители села Новоблагодарного своими силами провели реконструкцию и ремонт бывшего кафе, переоборудовав его под храм. В церкви находятся старинные иконы Покрова Пресвятой Богородицы и святителя Николая Чудотворца..

## Памятники
- Братская могила советских воинов, погибших в борьбе с фашистами. 1942—1943, 1969 годы[18]
- Памятник В. И. Ленину. 1968 год[19]
- Стела «Новоблагодарное», на въезде в село со стороны автодороги А165
- Поклонный крест на въезде в село. Освящен 26 апреля 2015 года[20].

## Кладбище
В 200 м от жилого дома № 49 по ул. Малеева находится общественное открытое кладбище площадью 50 тыс. м².